# 구마경찰
구마경찰(驅魔警察: Magic Cop)은 홍콩에서 제작된 동위 감독의 1990년 영화이다. 임정영 등이 주연으로 출연하였다.

## 출연

### 주연
- 임정영
- 임준현
- 진치량
- 주비리
- 묘교위
- 미치코 니시와키
- 우마